# Aymeric Lompret
Aymeric Lompret, né le 17 mars 1988 à Lille (Nord), est un humoriste français.

## Biographie
Aymeric Lompret est le plus jeune d'une fratrie de trois enfants. Il se prend de passion pour le théâtre dès l'école primaire. Il intègre une classe préparatoire HEC qu'il ne finit pas. Il enchaîne des petits boulots comme ouvrier à la chaîne, surveillant et animateur de village vacances. En parallèle, il se forme dans une troupe de théâtre amateur de Tourcoing. C'est dans ce cadre qu'il écrit ses premiers sketchs et fait ses premières scènes dans des salles lilloises.
Il participe à l'émission de Laurent Ruquier On n'demande qu'à en rire, diffusée sur France 2 aux côtés notamment de Vérino, Ahmed Sylla et Steeven & Christopher, de décembre 2011 à juin 2013 qui commence à être connu du grand public. Dans le même temps, il enchaîne les premières parties pour bon nombre d'humoristes comme Anthony Kavanagh, Paul Séré, Le comte de Bouderbala, Garnier et Sentou, Shirley Souagnon, Olivier de Benoist, Pierre-Emmanuel Barré et Blanche Gardin.
De 2016 à 2018, il rejoint le plateau d'humoristes Les insolents composé de Blanche Gardin, Dédo, Antoine Schoumsky et Pierre-Emmanuel Barré. Ce dernier deviendra son compagnon d'écriture et participera à la réalisation de ses spectacles Tant pis et Yolo.
En 2020, il intègre l'émission Par Jupiter !, sur France Inter où il anime une chronique hebdomadaire ainsi que le « Le Journal de presque 17 h 17 » de façon ponctuelle.
À partir de 2023, il co-présente Le Grand Dimanche soir avec Charline Vanhoenacker, Juliette Arnaud et Guillaume Meurice. En juin 2024, il démissionne de France Inter en soutien à Guillaume Meurice suite à son licenciement.
Le 1er juillet 2024, dans une intervention scénique aux cotés de Blanche Gardin, il se moque des accusations d'antisémitisme visant, en France notamment, les personnes appelant au cessez-le-feu lors de l'invasion israélienne de la bande de Gaza.
Il reprend ses chroniques sur Radio Nova à la rentrée de septembre 2024 dans l'équipe de Guillaume Meurice, Pierre-Emmanuel Barré et Juliette Arnaud, au sein de l'émission hebdomadaire La Dernière.

## Carrière

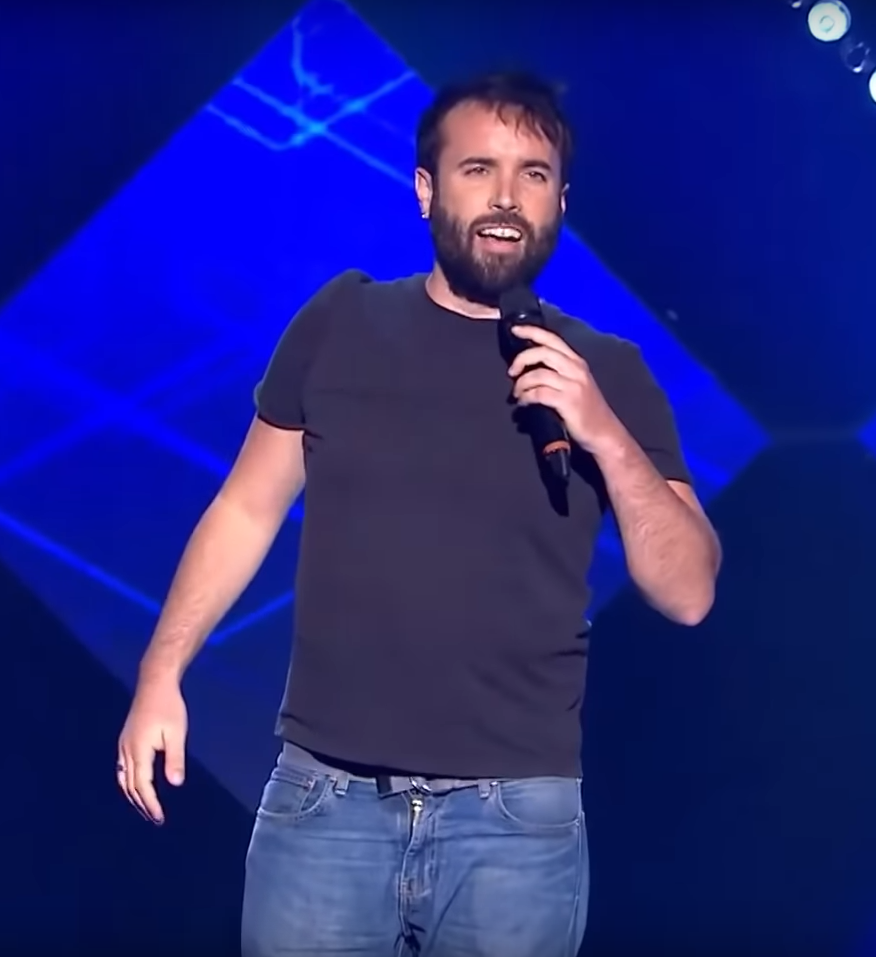
Aymeric Lompret - Festival du Rire de Liège (2019)

### Spectacles
- 2010 : Souriez, vous êtes sûrement filmés
- 2011 : Les marionnettes
- 2011 : Le cabaret de l'info avec lui-même, Greg Allaeys et Jean-Philippe Vigneau.
- 2012 : Présent
- 2015 : C'est trop pour moi
- 2017 : Les Insolents servis sur un plateau
- 2017 : Tant pis[9]
- 2023 : Yolo

### Filmographie
- 2011 : La Minute Valse sur une musique de Frédéric Chopin la Valse minute.
- 2021 : La Meilleure Version de moi-même de Blanche Gardin
- 2024 : Les Pistolets en plastique de Jean-Christophe Meurisse
- 2025 : L'Incroyable Femme des neiges de Sébastien Betbeder

### Télévision
- De 2011 à 2013 : On n'demande qu'à en rire émission de Laurent Ruquier sur France 2.

| 1  | La 3D débarque à l’école                                                        | 6 décembre 2011 | 64                         |
| 2  | Mes bonnes résolutions pour 2012                                                | 4 janvier 2012  | 57 (Repêchage)             |
| 3  | Départ pour les sports d’hiver                                                  | 16 janvier 2012 | 16/20 (Téléspectateurs)    |
| 4  | La nouvelle saison de « L’amour est dans le pré »                               | 28 janvier 2012 | 72                         |
| 5  | En prison pour téléchargement illégal                                           | 7 février 2012  | 88                         |
| 6  | Vente aux enchères de 5500 objets du Titanic                                    | 22 février 2012 | 79                         |
| 7  | Peut-on se traiter de « sale mec » ?                                            | 3 mars 2012     | 68                         |
| 8  | Ma belle-mère me fait des avances                                               | 8 mars 2012     | 44 (Repêchage)             |
| 9  | Un riche veut fuir le pays par peur d'être taxé à 75 %                          | 12 mars 2012    | 16/20 (Téléspectateurs)    |
| 10 | C'est le printemps des poètes (participation de Donel Jack'sman et Ahmed Sylla) | 26 mars 2012    | 69                         |
| 11 | Londres se prépare pour les Jeux olympiques                                     | 29 mars 2012    | 67                         |
| 12 | La RATP recrute des musiciens dans le métro                                     | 6 avril 2012    | 57 (Repêchage)             |
| 13 | À qui donner ma procuration ?                                                   | 2 mai 2012      | 15/20 (Téléspectateurs)    |
| 14 | Les révisions du Bac                                                            | 11 juin 2012    | BUZZ : 11/20 (Élimination) |

| 15      | Je n'ai rien loupé des JO à la télé | 3 septembre 2012  | 15/20 (Téléspectateurs)                    |  |
| 16      | Encore une Miss qui pose nue | 12 septembre 2012 | 81                                         |  |
| 17      | L'instruction civique à l'école | 18 septembre 2012 | 77                                         |  |
| 18      | Jeux pénitentiaires à Fréjus (participation de Francisco E Cuhna)                                                                      | 25 septembre 2012 | 74                                         |  |
| 19      | Les serveurs français ne sont pas souriants                                                                                            | 1er octobre 2012  | 71                                         |  |
| 20      | Y a-t-il un racisme anti-blanc ? | 8 octobre 2012    | 16/20 (Téléspectateurs)                    |  |
| 21      | Bicentenaire de la naissance de Richard Wagner                                                                                         | 18 octobre 2012   | 73                                         |  |
| 22      | Mon poisson est garanti sans OGM | 24 octobre 2012   | 83                                         |  |
| 23      | Foire Internationale d'Art Contemporain                                                                                                | 30 octobre 2012   | 17/20 (Téléspectateurs)                    |  |
| 24      | Interrogatoire corse | 9 novembre 2012   | 56 (Repêchage)                             |  |
| 25      | Des antivols sur la viande dans un supermarché                                                                                         | 20 novembre 2012  | 16/20 (Téléspectacteurs)                   |  |
| 26      | Je veux travailler le dimanche | 30 novembre 2012  | 78                                         |  |
| 27      | Un curé corse prie contre la violence                                                                                                  | 4 décembre 2012   | 13/20 (Téléspectateurs)                    |  |
| 28      | Le portable au volant, un danger | 17 décembre 2012  | 70                                         |  |
| 29      | La Russie est une grande démocratie | 17 janvier 2013   | 78                                         |  |
| 30      | Un petit génie en astronomie de 15 ans                                                                                                 | 31 janvier 2013   | 74                                         |  |
| 31      | Un ouvrier de Renault inquiet | 4 février 2013    | 88                                         |  |
| Prime 4 | Je démens avoir un compte en Suisse (intervention de Kevin Razy, Ahmed Sylla, Artus, Donel Jack'sman, Julie Villers et des Décaféinés) | 9 février 2013    | 138/200 (Jury : 62 - Téléspectateurs : 76) |  |
| 32      | 1re séance chez le psy, comment bien choisir (participation de Francisco E Cuhna)                                                      | 15 février 2013   | 84                                         |  |
| 33      | Un boucher chevalin défend son métier                                                                                                  | 25 février 2013   | 63                                         |  |
| 34      | Un prof écrit sur les bulletins scolaires                                                                                              | 8 mars 2013       | 69                                         |  |
| 35      | Un auteur dédicace au salon du livre                                                                                                   | 22 mars 2013      | 77                                         |  |
| 36      | Encore un film sur la banlieue | 12 avril 2013     | 88                                         |  |
| Prime 5 | J'apprends l'anglais dès le CP (participation de Julie Villers)                                                                        | 23 avril 2013     | 146/200 (Jury : 66 - Téléspectateurs : 80) |  |
| 37      | Comment réussir une comédie française ?                                                                                                | 30 avril 2013     | 63                                         |  |
| 38      | Les 40 ans du code barre | 14 mai 2013       | 61                                         |  |
| 39      | Faut-il rendre leurs terres aux esclaves ?                                                                                             | 19 juin 2013      | 86                                         |  |

Après avoir été repêché trois fois (les 16 janvier 2012, 12 mars 2012 et 2 mai 2012), ce qui est le nombre maximum selon la règle de l'émission, Aymeric Lompret a été buzzé le 11 juin 2012 lors de son 14e passage par Éric Métayer et Isabelle Mergault et a reçu une note insuffisante du public (11/20). Il est dès lors éliminé, un retour en saison 3 étant cependant envisagé par l'animateur. Comme prévu par Laurent Ruquier, Aymeric Lompret fait son retour lors de la première émission de la saison 3, le lundi 3 septembre 2012, et obtient la note de 15/20 de la part des téléspectateurs, de plus il garde le nombre de passages acquis lors de son élimination (14).
Son record personnel est de 88/100.

## Distinctions
- 2011 : vainqueur du 10e festival du rire de Vervins[10],[11]
- 2016 : grand prix du festival du rire de Rochefort en 2016[12].